# Липеровский, Александр Владимирович
Алекса́ндр Влади́мирович Липеро́вский (1874 — после 1919) — директор Киевской 6-й гимназии, временно управляющий Киевским учебным округом в 1912, 1917 и 1919 годах.

## Биография
Родился 23 июля 1874 года[по какому календарю?] в семье надворного советника, православного вероисповедания.
В 1898 году с дипломом 1-й степени окончил историко-филологический факультет Московского университета. Был оставлен при университете для приготовления к профессорскому званию по кафедре греческой словесности и удостоен стипендии имени И. И. Скворцова. С 9 ноября 1898 года состоял воспитателем при пансионе гимназических классов Лазаревского института восточных языков. В следующем году был назначен штатным учителем древних языков Лазаревского института, с оставлением в должности воспитателя при пансионе.
Затем был направлен в Ригу: с 1 августа 1900 года занимал должность учителя древних языков при основных классах, а с 1 октября — при параллельных классах Рижской Александровской гимназии. В 1901 году был назначен преподавателем русского языка при основных классах той же гимназии, а 1 октября следующего года переведён в Ревельскую Николаевскую гимназию с назначением преподавателем древних языков и возложением обязанностей инспектора гимназии.
С 27 июня 1905 года состоял правителем канцелярии попечителя Рижского учебного округа; одновременно был секретарём Совета попечителя.
15 июня 1906 года был командирован в распоряжение попечителя Киевского учебного округа и 20 августа того же года назначен директором Черниговской гимназии; 24 июля 1907 года назначен на должность окружного инспектора Киевского учебного округа и занимал эту должность до 1917 года. С 1908 года состоял также секретарём попечительного совета округа. С 11 января по 10 февраля 1912 года временно управлял округом.
Дослужился до чина статского советника (1910). В 1909 году был избран почётным гражданином города Кобеляки Полтавской губернии (за труды в деле открытия местной гимназии).
С 1910 года состоял действительным членом Киевского клуба русских националистов. На собрании клуба 12 января 1912 года, посвященном уходу П. А. Зилова с поста попечителя учебного округа, рассказал о его деятельности. Входил в участковую избирательную комиссию по выборам в IV Государственную думу и подал особое мнение, протестуя против действий левого большинства.
После отставки И. А. Базанова, с 17 по 22 марта 1917 года исполнял обязанности попечителя Киевского учебного округа. 18 апреля был выбран заведующим педагогическими курсами при управлении округа, с оставлением в должности окружного инспектора; 24 августа, приказом Временного правительства, назначен был помощником попечителя округа. После упразднения учебных округов оставлен за штатом, а 19 апреля 1918 года назначен директором 6-й Киевской гимназии. В сентябре 1919 года, во время отъезда Е. В. Спекторского в Ростов, временно управлял Киевским учебным округом, восстановленным после взятия Киева Добровольческой армией.
Судьба после 1919 года неизвестна. Был женат, имел сына и дочь.

## Награды
- Орден Святого Станислава 3-й ст. (1902);
- Орден Святой Анны 3-й ст. (1906);
- Орден Святого Станислава 2-й ст. (1910);
- Орден Святой Анны 2-й ст. (1914);
- Орден Святого Владимира 4-й ст. «за труды, понесенные в условиях военного времени» (1915).